# Detlev von Liliencron
Detlev von Liliencron, eigentlich Frederik Adoph Axel (Detlev) Freiherr von Liliencron, (* 3. Juni 1844 in Kiel; † 22. Juli 1909 in Alt-Rahlstedt) war ein deutscher Lyriker, Prosa- und Bühnenautor.

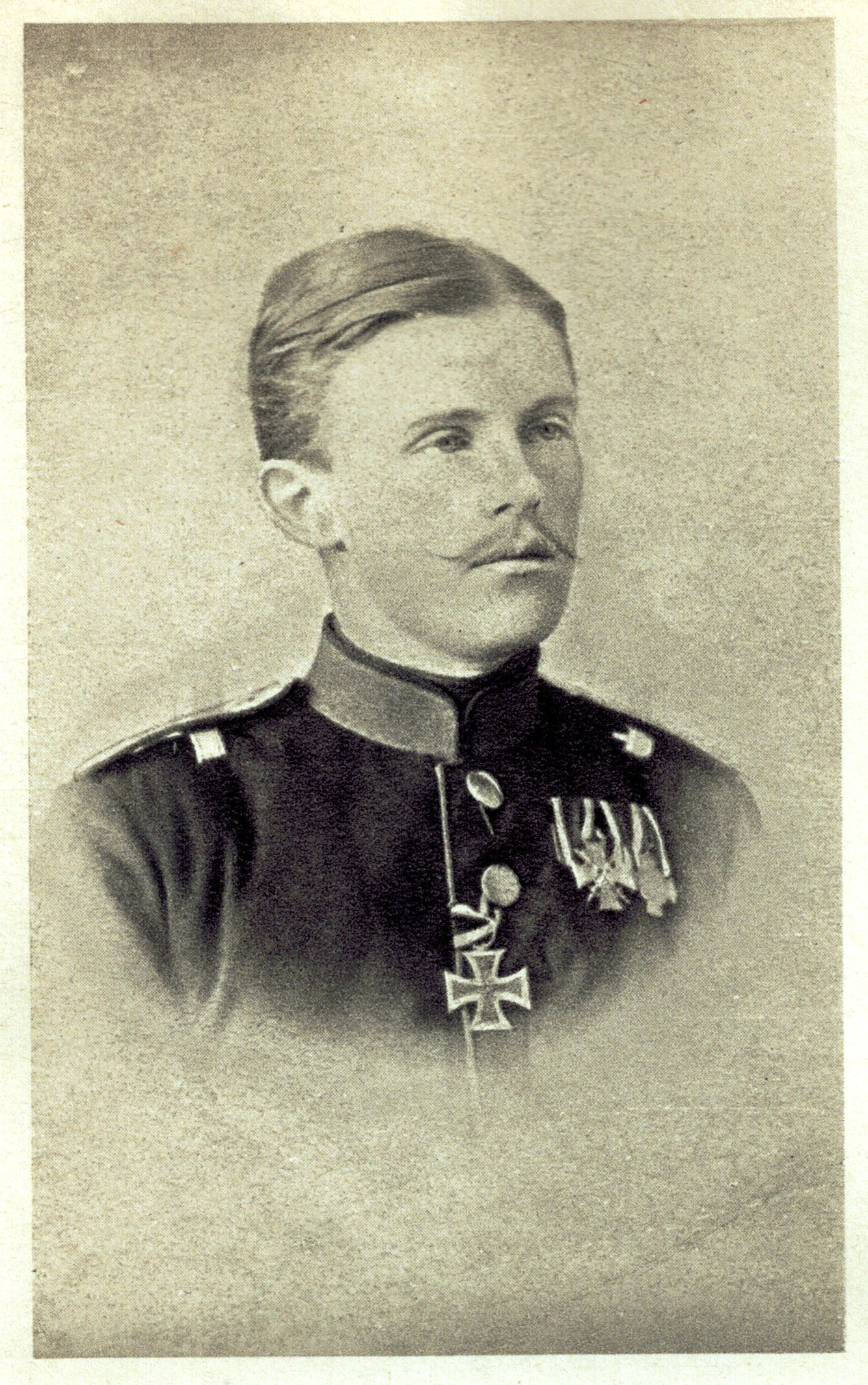
Detlev von Liliencron 1871

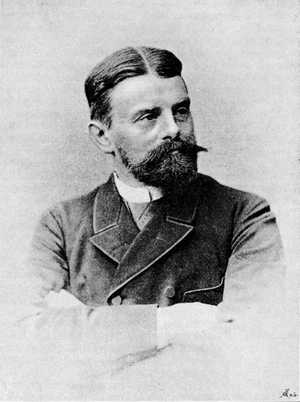
Detlev von Liliencron um 1883

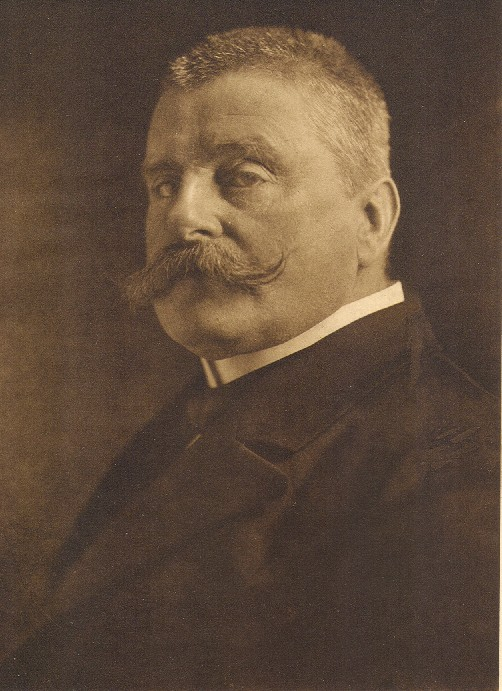
Detlev von Liliencron 1905

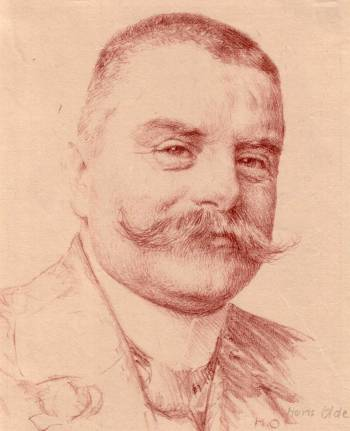
Detlev von Liliencron

Detlev von Liliencron wandte sich nach einer kurzen Militärkarriere und einigen Jahren in der Verwaltung seiner Leidenschaft zu und wurde freier Schriftsteller. 1883 erschien sein erster Lyrikband Adjutantenritte und andere Gedichte. Es folgten Eine Sommerschlacht (1887), Unter flatternden Fahnen (1888) und Der Heidegänger (1893). Seine Lyrik gilt als bedeutende Wegmarke des aufkommenden Naturalismus des späten 19. Jahrhunderts.

## Leben

### Herkunft
Detlev von Liliencron war ein Sohn des in dänischen Diensten stehenden Zollbeamten Louis Freiherr von Liliencron (1802–1892) und dessen Ehefrau Adeline von Harten (1808–1872). Er war ein Neffe von Rochus Freiherr von Liliencron, dem Herausgeber der Allgemeinen Deutschen Biographie. Sein Vater war ein Sohn des Kapitäns und Oberkriegskommissars der dänischen Krone Andreas von Liliencron (1774–1823) und einer Leibeigenen. Wegen dieser „unstandesgemäßen“ Ehe war der Großvater Andreas von seiner Familie enterbt worden. Seine Mutter Adeline war eine Tochter des deutsch-amerikanischen Kapitäns (nach von Liliencron zuletzt General) Frederick (Friedrich) von Harten und einer Portugiesin.

### Jugendjahre (1844–1875)
Nachdem er die Ausbildung am humanistischen Gymnasium (der Kieler Gelehrtenschule) ein Jahr vor dem Abitur abgebrochen hatte, absolvierte Liliencron die Realschule in Erfurt und trat 1863 in die Berliner Kadettenanstalt ein. Sein Wunsch, Kavallerieoffizier zu werden, scheiterte an fehlenden finanziellen Mitteln. Als preußischer Infanterieoffizier nahm er am Deutschen Krieg (1866) und Deutsch-Französischen Krieg (1870/71) teil, wo er mehrfach ausgezeichnet wurde, seine jugendliche Kriegsbegeisterung freilich einbüßte. Wegen Glücksspiels und der daraus resultierenden Schulden (von denen er auch später nie loskam) war er gezwungen, den aktiven Militärdienst, erstmals 1871 und 1875 dann endgültig, im Rang eines Premierlieutenants (Oberleutnant) zu quittieren.

### Verwaltungsdienst (1875–1885)
Die folgende Emigration nach Amerika, wo er ab 1875 seinen Lebensunterhalt als Klavier- und Sprachlehrer bestritt, dauerte nicht lange. 1877 kehrte er zurück nach Deutschland. Auf Initiative seines Vaters hin wurde er weitgehend rehabilitiert (Erhalt einer kleinen Militärpension und Verwundetenzulage). Er fand 1878 eine Anstellung in der preußischen Verwaltung und heiratete Helene von Bodenhausen.
Anfang 1882 wurde Liliencron zum Hardesvogt – einer Art Stellvertreter des Landrats vor Ort – auf der nordfriesischen Insel Pellworm ernannt, die mittlerweile zu Preußen gehörte. Hier entstand sein wohl berühmtestes Gedicht Trutz, blanke Hans, daneben aber auch experimentelle, innovative Verse wie Betrunken. Ebenfalls in diesem Jahr wurde er als ehemals aktiver, dann der Reserve zugeteilter Offizier zum Hauptmann der Landwehr befördert. Im Oktober 1883 wurde er zum Kirchspielvogt in Kellinghusen (Holstein) ernannt.
Der Lebemann und unkontrollierte Spieler Liliencron war chronisch verschuldet und musste deshalb schon 1885, nachdem es zur Pfändung seiner Dienstbezüge gekommen war, aus dem Staatsdienst ausscheiden. Im selben Jahr wurde seine Ehe mit Helene von Bodenhausen aufgrund seiner notorischen Untreue geschieden.

### Freier Schriftsteller (1885–1901)
Von nun an lebte Liliencron als freier Schriftsteller. Er lernte die Gastwirtstochter Augusta Brandt kennen, die er 1887 ehelichte. In dieses Jahr fiel die Veröffentlichung des Werkes Arbeit adelt. Im Jahr darauf knüpfte er erste Kontakte zu den Dichtern des Friedrichshagener Dichterkreises. Auch der Breslauer Dichterschule war Liliencron als externes Mitglied verbunden; sein Freund Paul Barsch, Redakteur der Vereinszeitschrift, sammelte Spenden, um dem Dichter einen Schreibtisch zu kaufen. Mit finanzieller Unterstützung der Schillerstiftung verbrachte Liliencron 1890/1891 einige Zeit in München, wo einige seiner Gedichte in der Zeitschrift Die Gesellschaft veröffentlicht wurden. Dort pflegte er unter anderem Umgang mit Otto Julius Bierbaum, der in seinem Reisebericht Eine empfindsame Reise im Automobil von 1903 ein Briefkapitel an ihn adressiert.
1891 zog Liliencron nach Altona-Ottensen und nach der Scheidung von Augusta Brandt 1892 an die Palmaille, in ein anderes Viertel der damals noch holsteinischen Stadt Altona. Er lernte Gustav Falke kennen und zählte ihn bald zu seinen Freunden. Hier verfasste er unter anderem sein Hauptwerk Poggfred und lernte Richard Dehmel kennen, mit dem ein reger Kontakt entstand.
Seine Schulden verfolgten ihn weiter, und er versuchte 1898, mit Vortragsreisen etwas Geld zu verdienen. 1899 erfolgte seine dritte und letzte Eheschließung, mit der Bauerntochter Anna Micheel. Aus akuter Geldnot schloss er sich ein Jahr später dem literarischen Kabarett Überbrettl an.

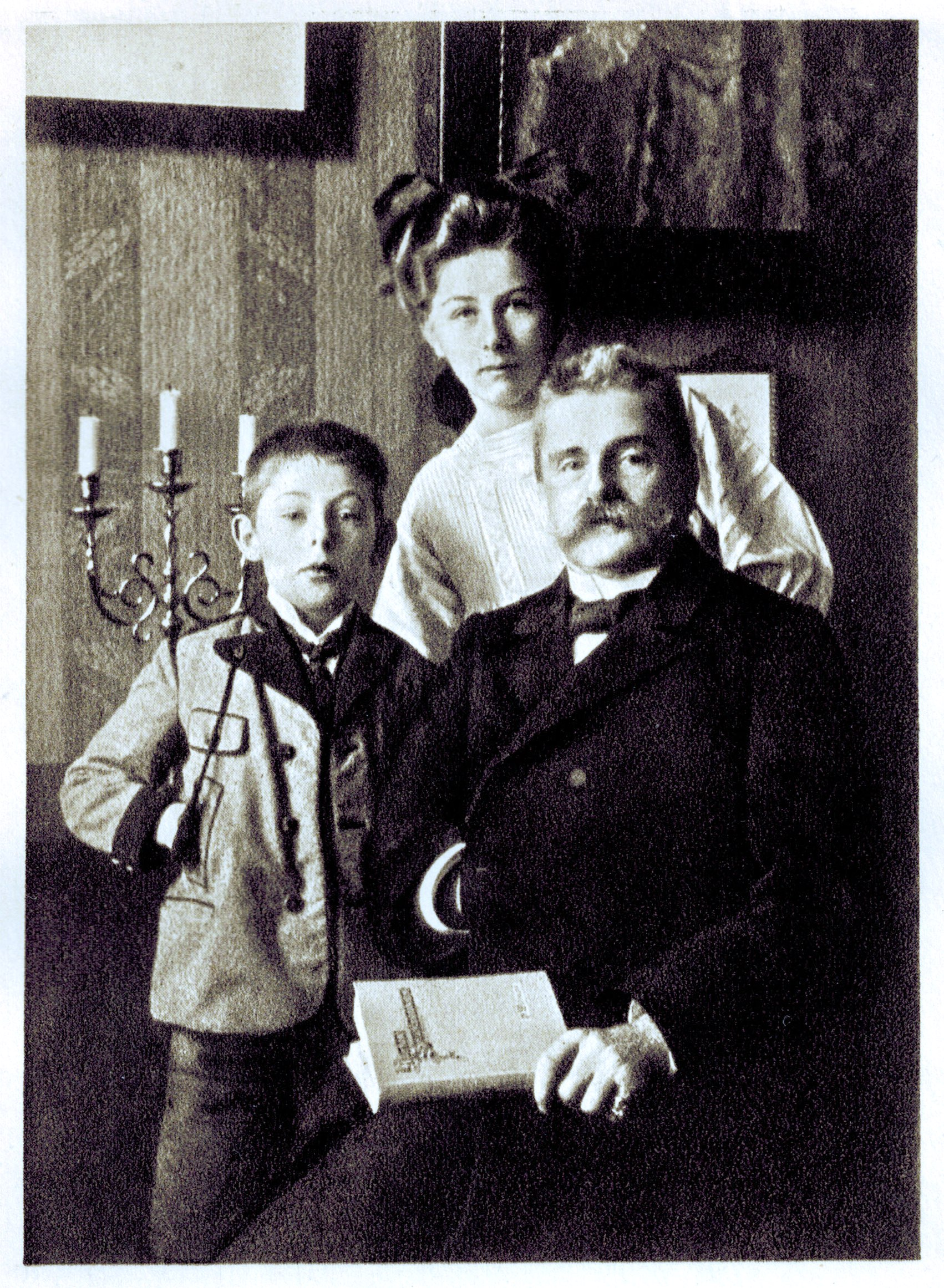
Detlev von Liliencron mit seiner dritten Frau Anna (1866–1945) und seinem Sohn Wulff
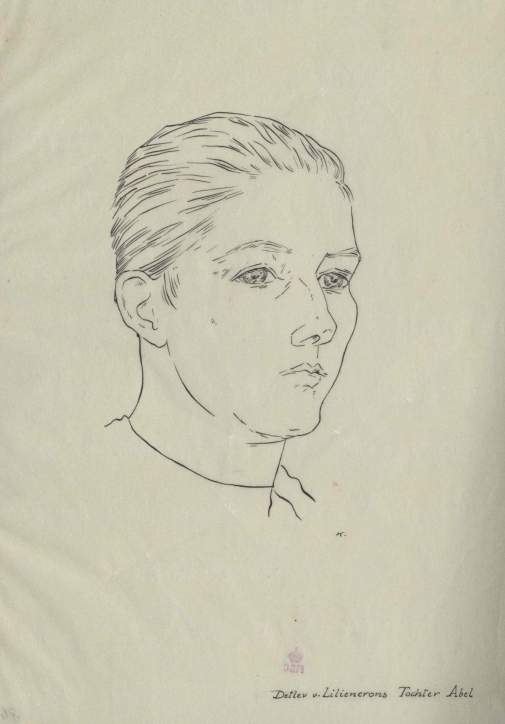
Tochter Abel (* 29. Juni 1894 in Hamburg † 1969 / verh. Funder)
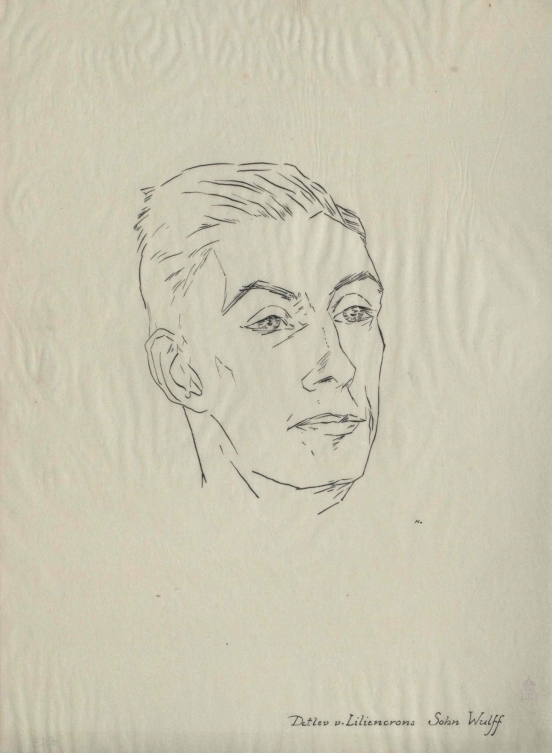
Sohn Wulff (* 28. März 1900 † 1966)

### Letzte Jahre (1901–1909)

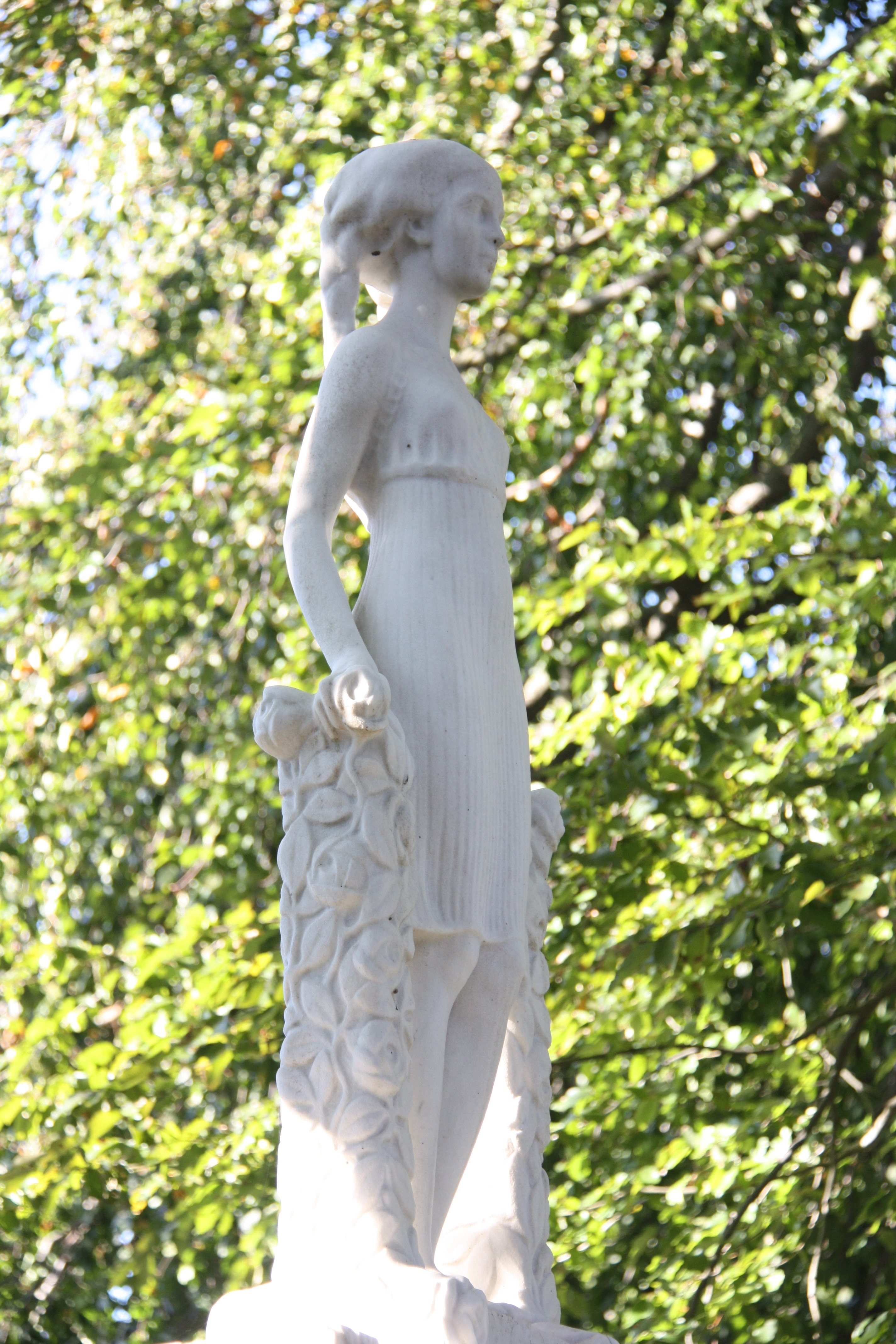
Die Figur von Richard Luksch auf dem Liliencron-Grab

1901 kam etwas Ruhe in das bewegte Leben Liliencrons. Mit Hilfe seiner Freunde gelang es ihm, eine Wohnung in Alt-Rahlstedt zu finden, und er erhielt von Kaiser Wilhelm II. ein jährliches Ehrengehalt von 2.000 Goldmark. Zugleich erreichte sein Ruhm als Dichter einen Höhepunkt. Zu seinem 60. Geburtstag 1904 wurde er mit einer deutschen und österreichischen Festschrift geehrt, an der sich die bekanntesten Schriftsteller der Zeit beteiligten und die vom Maler und Illustrator Heinrich Lefler gestaltet wurde.

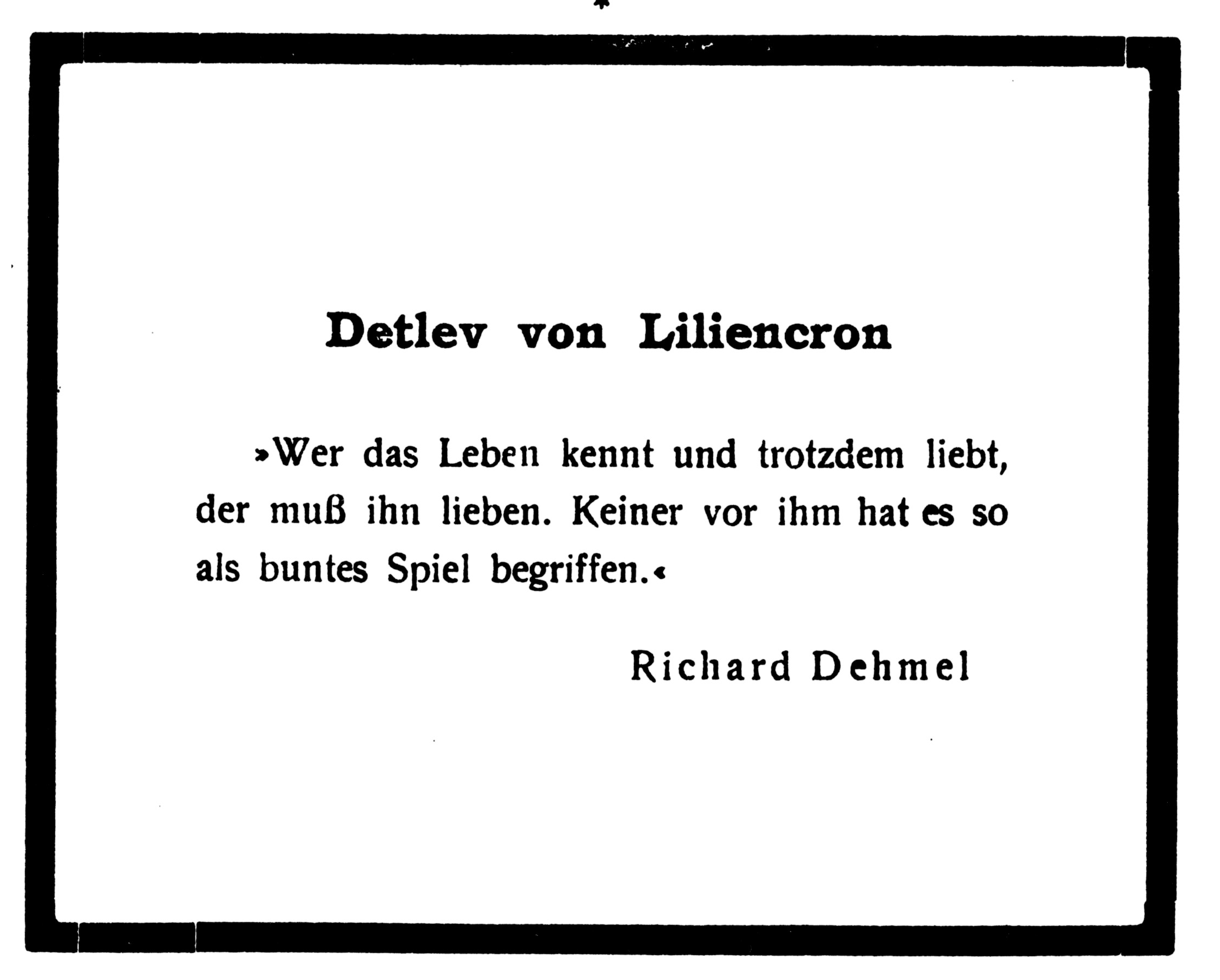
Todesanzeige aus Die Fackel 285–286, 27. Juli 1909

1908 verfasste er den autobiographischen Roman Leben und Lügen. In seinem letzten Lebensjahr 1909 wurde ihm zu seinen 65. Geburtstag die Ehrendoktorwürde der Universität Kiel verliehen. Seine letzte Reise führte ihn zu den Schlachtfeldern des Deutsch-Französischen Krieges. Liliencron starb kurz darauf an einer Lungenentzündung. Sein Grab befindet sich auf dem Rahlstedter Friedhof.

## Schreibstil
Liliencron war einer der bedeutendsten Lyriker seiner Zeit. Sein Werk ist dabei äußerst vielgestaltig und lässt sich nur schwer einer bestimmten Literaturepoche zuordnen. Seine Gedichte sind geprägt durch die Spannung zwischen Naturalismus und Neuromantik. Die Werke weisen Ähnlichkeiten mit der von Friedrich Nietzsche propagierten „pessimistischen Kulturkritik“ auf. Während Liliencron als Prosaautor unbedeutend blieb, beeinflusste seine Lyrik unter anderem den jungen Rainer Maria Rilke genauso wie Hugo von Hofmannsthal. Obwohl Liliencron vor allem durch Balladen wie Trutz, blanke Hans oder Pidder Lüng einem breiteren Publikum bekannt wurde, übten insbesondere jene Gedichte, in denen das moderne Leben thematisiert wird, erhebliche Wirkung auf die Frühzeit des Expressionismus aus.
Liliencrons Großstadtgedichte wie Broadway in New York greifen bereits viele Themen auf, die von späteren Expressionisten behandelt werden. Experimentelle Gedichte wie insbesondere das als Bewusstseinsstrom gestaltete Betrunken (entstanden 1883, veröffentlicht 1893) spielen mit der Auflösung der Form und weisen bereits auf die literarische Moderne voraus.
Der 1883 erschienene Gedichtband Adjutantenritte, der auch lyrische Prosa beinhaltet, wurde von den Naturalisten, die in Liliencron einen der Ihren sahen, als eine neue lyrische Kunst bejubelt. Schon mit seinen ersten Veröffentlichungen zeigt Liliencron, dass er die Dichtkunst souverän beherrscht. Ohne Probleme verwendet er die schwierigen Formen und Vorgaben der hohen Lyrik. Er experimentiert beispielsweise mit Rondeau und Ghasel. Aber schon die erste Sammlung zeigt auch den eigenwilligen Stil Liliencrons, der ihn von den Klassizisten ebenso wie von den Naturalisten abhebt. Liliencron reagiert feinfühliger als viele Naturalisten auf die modernen Lebensgewohnheiten. Er vermischt die verschiedenen Sinneswahrnehmungen zu einer Synästhesie und setzt diese literarisch um. Durch diese subjektiven Wahrnehmungen und Widerspiegelung seines Inneren entwickelt er seinen persönlichen Schreibstil. Er selbst distanzierte sich von den Naturalisten explizit mit dem Gedicht Den Naturalisten. Er forderte von der Dichtkunst, sie solle „Humor und die feinste Künstlerhand“ umfassen.
Seine Schulden und die damit verbundenen Probleme machen sich in den Werken Liliencrons bemerkbar. So hatte er, gleich den Ästheten, eine Abneigung gegen den Lebensstil des Bürgertums. Nicht zuletzt durch diese am eigenen Leibe erfahrenen Unannehmlichkeiten schloss er sich Nietzsches Kulturpessimismus an. Liliencron hielt nicht viel von den meisten modernen Errungenschaften, vielmehr spielt in vielen seiner Gedichte die Flucht aus dem Treiben der Großstadt in eine romantisierte Landschaft eine zentrale Rolle.

## Werke

### Balladen (Auswahl)
- Trutz, blanke Hans (1882/1883)
- Wer weiß wo (1883)
- Hochsommer im Walde (1883)
- Bruder Liederlich (1889)
- Ballade in g-Moll (1890)
- Pidder Lüng (1892)
- Ballade in U-Dur (1903)
- Der Blitzzug (1903)
- Die Falschmünzer[3] (1903)
- Der Golem (1903)
- Das Kind mit dem Gravensteiner (1909)

### Dramen
- Knut, der Herr, 1885
- Die Rantzow und die Pogwisch, 1886
- Arbeit adelt, 1887
- Wer weiß wo, 1880

### Erzählungen
- Unter flatternden Fahnen (Erzählungen), 1888
- Der Mäcen (Erzählungen), 1889

### Epos
- Poggfred, 1896

### Gedichte (Auswahl)
- Die früheste Gedichtsammlung Liliencrons. Mit einer Einführung von Heinrich Spiero. Gesellschaft der Bibliophilen, Leipzig 1911. Darin: 
  - Auf dem Deiche (IV-VI), ohne Jahr
  - Frühling, 1882
  - Hans Töffel, 1882
  - Die gelbe Blume Eifersucht, 1882
  - Liebeslied, 1882
- Adjutantenritte, 1883 (Digitalisat und Volltext im Deutschen Textarchiv)
- Die Musik kommt, 1883
- Sehnsucht, 1883
- Der Haidegänger, 1890
- Neue Gedichte, 1893
- Nebel und Sonne, 1900
- Bunte Beute, 1903
- Gute Nacht, 1909
- Der Teufel in der Not, in: Der deutsche Spielmann, München 1925
- Einer Toten
- Glückes Genug
- Emiliens Grab
- Die Laterne
- Mein täglicher Spaziergang
- Märztag
- Herbst
- Einen Sommer lang
- Heidebilder
- In einer großen Stadt
- Dorfkirche im Sommer
- Am Strande
- Der Heidebrand (Herr Hardesvogt, vom Whisttisch weg, viel Menschen sind in Gefahr)
- Das alte Steinkreuz am Neuen Markt (Berlin-Cölln war die Stadt genannt)
- Heimgang in der Frühe (In der Dämmerung um Glock zwei, Glock dreie)
- Begräbnis (Digitalisat im Internet Archive)
- Begegnung (1883)

### Novellen
- Kriegsnovellen, 1885
- Krieg und Frieden, 1895 (Digitalisat der UB Bielefeld)
- Eine Sommerschlacht, 1886
- Auf dem Kirchhof, 1898
- Könige und Bauern, 1900
- Roggen und Weizen, 1900
- Aus Marsch und Geest, 1901
- Die Abenteuer des Majors Glöckchen, 1904
- Die Schlacht bei Stellau 1201, 1906
- Letzte Ernte, 1909 postum[4]

### Romane
- Breide Hummelsbüttel, 1887
- Mit dem linken Ellbogen, 1899

### Tragödien
- Der Trifels und Palermo, 1886
- Die Merowinger, 1888

### Sonstiges
- Rezension zu: Buch der Zeit von Arno Holz, 1885
- Balladenchronik, 1906
- Leben und Lüge (Autobiographie), 1908

### Herausgeber
- Up ewig ungedeelt – die Erhebung Schleswig-Holsteins im Jahre 1848, 1898

## Vertonungen (Auswahl)
- Johannes Brahms: Auf dem Kirchhofe, in: Fünf Lieder op. 105 (1888)
- Johannes Brahms: Maienkätzchen, in: Fünf Lieder op. 107 (1888)
- Hans Pfitzner: Sehnsucht und Müde, in: Drei Lieder für eine Singstimme mit Pianoforte op. 10 (1896)
- Richard Strauss: Sehnsucht, in: Fünf Lieder für tiefe Stimme und Klavier op. 32 (1896)
- Richard Strauss: Ich liebe Dich, in: Sechs Lieder für Stimme und Klavier op. 37 (1898)
- Richard Strauss: Bruder Liederlich, in: Fünf Lieder op. 41 (1899)
- Max Reger: Glückes Genug, in: Fünf Gesänge für mittlere Singstimme und Klavier op. 37 (1899)
- Alexander von Zemlinsky: Mit Trommeln und Pfeifen und Tod in Ähren, in: Vier Lieder für tiefe Singstimme und Klavier op. 8 (um 1900)
- Oscar Straus: Die Musik kommt für tiefe Singstimme und Klavierbegleitung op. 54 (1901)
- Anton Webern: Heimgang in der Frühe, in: Acht frühe Lieder für Stimme und Klavier o. op. (1901)
- Eugen d’Albert: Die kleine Bleicherin und Ach, jung..., in: Fünf Lieder für eine Singstimme und Klavier op. 27 (1904)
- Alban Berg: Tiefe Sehnsucht, in: Jugendlieder für Stimme und Klavier o. op. (1905)
- Rudi Stephan: Up de eensame Hallig für eine tiefe Stimme und Klavier o. op. (1914)
- Theodor W. Adorno: Marschlied für Stimme und Klavier o. op. (1934)
- Emil Nikolaus von Rezniček: Raubzug, in: Sieben Lieder für mittlere Singstimme und Klavier o. op. (vor 1939)
- Achim Reichel: Pidder Lüng und Trutz, blanke Hans für Singstimme und Rockband (1978)

## Ehrungen

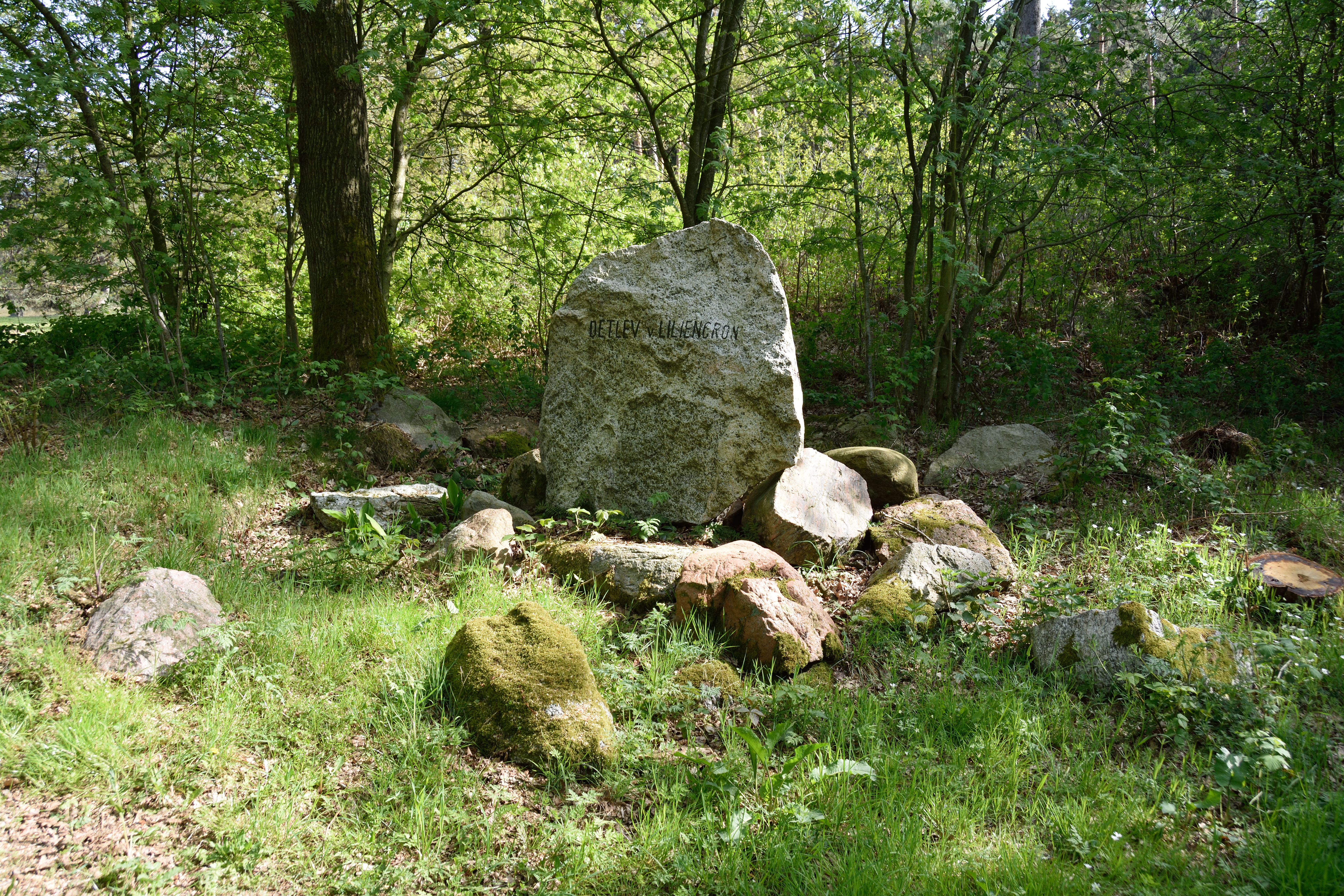
Gedenkstein am Naturschutzgebiet

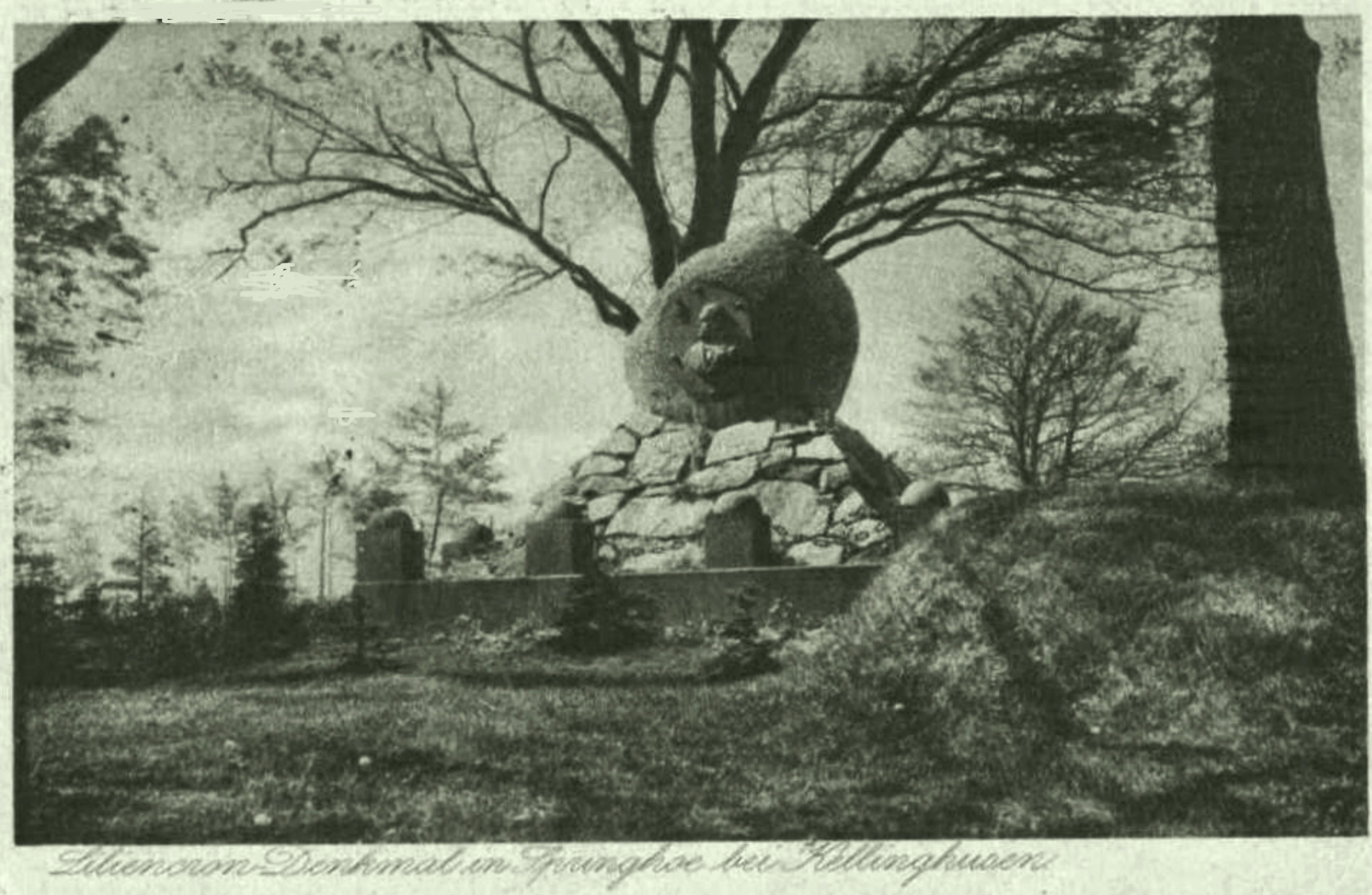
Liliencron-Denkmal am Gut Springhoe

- In Hamburg gibt es eine Liliencronstraße und einen Liliencronpark mit einem Denkmal. Ferner bestand früher ein Liliencronweg, dieser trägt heute den Namen Hemmingstedter Weg.
- In Kiel-Pries wurde 1920 die Liliencronstraße nach ihm benannt.[5] Im Kölner Stadtbezirk Lindenthal wurde das Wirken Liliencrons ebenfalls durch die Benennung einer Straße geehrt.[6] Eine Liliencronstraße gibt es außerdem in Berlin-Steglitz[7] und in Frankfurt-Dornbusch.
- In Springhoe bei Kellinghusen wurde 1905 in seiner Anwesenheit das Liliencron-Denkmal von Clemens Grundig am Gutshaus eingeweiht.
- Die ehemalige Liliencron-Kaserne der Bundeswehr in Kellinghusen wurde nach ihm benannt.
- Gegen die Umbenennung des in Hamburg gelegenen Gymnasiums Rahlstedt in „Detlev-von-Liliencron-Gymnasium“, die 2007 von dessen Schulleiter Volker Wolter vorgeschlagen wurde, setzte sich eine Gruppe von ehemaligen Lehrern erfolgreich zur Wehr, indem sie den Autor als Militaristen, Antisemiten und Frauenfeind darstellten, für den sich Schüler ohnehin nicht interessierten.[8]
- Im Naturschutzgebiet  Störkathener Heide gibt es einen Findling zu seinem Gedenken.
- In dem Roman Die Höllenmühle von Hermann Krieger ist Liliencron Vorbild für den „Vers-, Jagd- und Rittmeister Baron von Lautenschlager“.[9]

## Genealogie
- Gothaisches Genealogisches Taschenbuch der Freiherrlichen Häuser. 1915. (Ungerader Jahrgang/Briefadel). Fünfundsechzigster Jahrgang, Justus Perthes, Gotha 1914, S. 555., In: Internet Archive.
- Gothaisches Genealogisches Taschenbuch der Freiherrlichen Häuser. Zugleich Adelsmatrikel der D.A.G. Teil B (Briefadel). 1939. Neunundachtzigster Jahrgang, Justus Perthes, Gotha 1938.
- Hans Friedrich von Ehrenkrook, Friedrich Wilhelm Euler, Jürgen von Flotow: Genealogisches Handbuch der Freiherrlichen Häuser, B (Briefadel). 1954. Band I, Band 7 der Gesamtreihe  GHdA, C. A. Starke Verlag, Glücksburg/Ostsee 1954, ISSN 0435-2408, S. 224–225.
- Heinz Stolte: Detlev von Liliencron, Husumer Druck- und Verlagsgesellschaft, Husum 1980, ISBN 3-88042-102-1.
- Erich Maletzke: Detlev von Liliencron: Poet und Schuldenbaron. Wachholtz, Neumünster 2011, ISBN 978-3-529-06114-1.
- Joachim Kersten, Friedrich Pfäfflin: Detlev von Liliencron. Entdeckt, gefeiert und gelesen von Karl Kraus. In: Bibliothek Janowitz, Band 23, Wallstein, Göttingen 2016, ISBN 978-3-8353-1782-6.